# T-150K拖拉機
T-150K拖拉機是哈尔科夫拖拉机厂生产的拖拉机。T-150K拖拉机是T-125拖拉机的升级版。1979年，T-150K拖拉机在美国内布拉斯加大学国际试验场试验成功。此後T-150K拖拉机经历了多次升级。

## 外部連結
- http://www.xtz.ua/rus/production_and_manufactures/tractors/kolesnie/obshego_naznacheniya/htz-150k-09.html （页面存档备份，存于）
- Відео-ролик （页面存档备份，存于）
- Каталог техніки （页面存档备份，存于） //Аграрна енциклопедія